# エフィモフ状態
エフィモフ状態（英: Efimov state）とは、ロシアの理論物理学者、ヴィタリ・エフィモフにより1970年に予言された、量子力学的な3粒子系における、ある種の束縛状態である。具体的には、二体引力ポテンシャルを介して相互作用する同種ボソンの3粒子系において、引力ポテンシャルがちょうど束縛エネルギー0の束縛状態を持つ時（ユニタリー極限）に、三体束縛状態の無限系列が存在することが、エフィモフによって示された。このことから直ちに、引力ポテンシャルが二体の束縛状態を作り得ないほど弱い場合にも、三体の束縛状態を作り得ることが分かる。ユニタリー極限における三体束縛状態の無限系列、並びにそれと連続的につながる三体束縛状態をエフィモフ状態と呼ぶ。二体の部分系が束縛状態を作らない場合のエフィモフ状態は、しばしば象徴的にボロメアン・リングを用いて描かれる。これは、三体が束縛したエフィモフ状態から一粒子を取り除くと、残りの二粒子も解離してしまうことを表現している。この場合、エフィモフ状態はボロメアン状態とも呼ばれる。

Halo Effect (hopefully close to scale). This state of balance and "Russian nesting dolls" was predicted by Efimov.

## 普遍的な自己相似性
エフィモフ状態の特徴の1つは、エフィモフ状態が無限個の相似な状態を持つ点である。「相似」という言葉から察せられるように、これらの状態は、ある倍率のスケール変換で結びつく。あるエフィモフ状態の長さスケールを {\displaystyle \lambda } 倍した状態は、エネルギーが {\displaystyle \lambda ^{-2}} 倍のエフィモフ状態となる。この倍率 {\displaystyle \lambda } は、粒子の質量比などのみに依存し、相互作用ポテンシャルの具体形など詳細な情報には依存しない普遍的な値を取る。同種ボソン3粒子の系では、この倍率が約 22.7 という値で与えられる（詳しくは、A242978）。
このような離散的スケール不変性は、くりこみ群的に理解される。具体的には、エフィモフ状態はくりこみ群の流れのリミットサイクルによって特徴付けられる。すなわち、エフィモフ状態を持つ系のくりこみ群変換が周期性を持ち、その周期が約22.7倍というスケール倍率(の対数)と一致するのである。多くの場合、物理の理論はくりこみ群の「固定点」によって特徴付けられると言われるが、くりこみ群フローの分類としてのリミットサイクルは、Wilsonによって強い力の文脈で可能性の1つとして議論されていた。エフィモフ状態は、実際にくりこみ群がリミットサイクルを持ち、実験的にもその徴候が確認されている最初の例と言える。

## 量子異常
ユニタリー極限は見かけ上、理論の特徴的なスケールを持たず、スケール不変性を持つ。実際、2体セクターでは、量子力学的にもスケール不変性より強い共形不変性を持つことが知られている。しかし、ボソンの3体セクターでは、量子力学的にスケール不変性が破れ、離散的なスケール不変性が残る。一般に、見かけ上の(古典的な)対称性が量子力学的な効果で破れることを量子異常と呼ぶが、エフィモフ状態の示す離散スケール対称性は、正にスケール不変なユニタリー極限における量子異常と言える。

## 実験検証
2005年に、ルドルフ・グリムとハンス-クリストフ・ネゲールが率いるインスブルック大学（オーストリア）のグループが、セシウム原子の気体を用いてエフィモフ状態を実験的に確認した。彼らの発見は、2006年に科学雑誌ネイチャーから出版された。エフィモフ状態の存在に関するさらなる実験的な証拠は、近年独立の実験グループにより与えられた。エフィモフによる純粋に理論的な予言から40年後にして、エフィモフ状態の特徴的な周期性が確認された。スケール因子の最も正確な実験値は、ボ・ハンの率いるインスブルック大学の実験グループにより 21.0(1.3) という値が得られた。これは、エフィモフによる予言と非常に近い値である。
冷却原子気体における「普遍的な現象」への関心は、長く期待されていた実験結果が得られる段階に至って、一層高まっている。エフィモフ状態と関連した冷却原子気体における普遍性を議論する研究分野は、しばしば「エフィモフ物理」と称される。
エフィモフ状態は、粒子間に働く相互作用の起源に依存せず、原理的には分子、原子、原子核などあらゆる量子力学的な系で観測されうる。三体エフィモフ状態の大きさは、粒子間に働く力の到達距離よりもずっと大きい。このことは、古典力学的な束縛状態は力の到達距離程度の大きさしか持ち得ないことから、エフィモフ状態が極めて「非古典的」であることを意味している。同様の現象は、リチウム11などの中性子ハロー核でも観測されている（エフィモフ状態の定義によっては、これらのハロー核もエフィモフ状態と言える）。
近年、チェン・チンが率いるシカゴ大学の実験グループと、マティス・ヴァイデミュラーが率いるハイデルベルク大学のグループが、リチウム原子とセシウム原子の混合気体においてエフィモフ状態を観測した 。これは、同種ボソンにおけるエフィモフの当初の議論を拡張するものである。
さらにヘリウム原子でもエフィモフ状態が観測され、その波動関数の形状が観測された。